# Hornsgatan

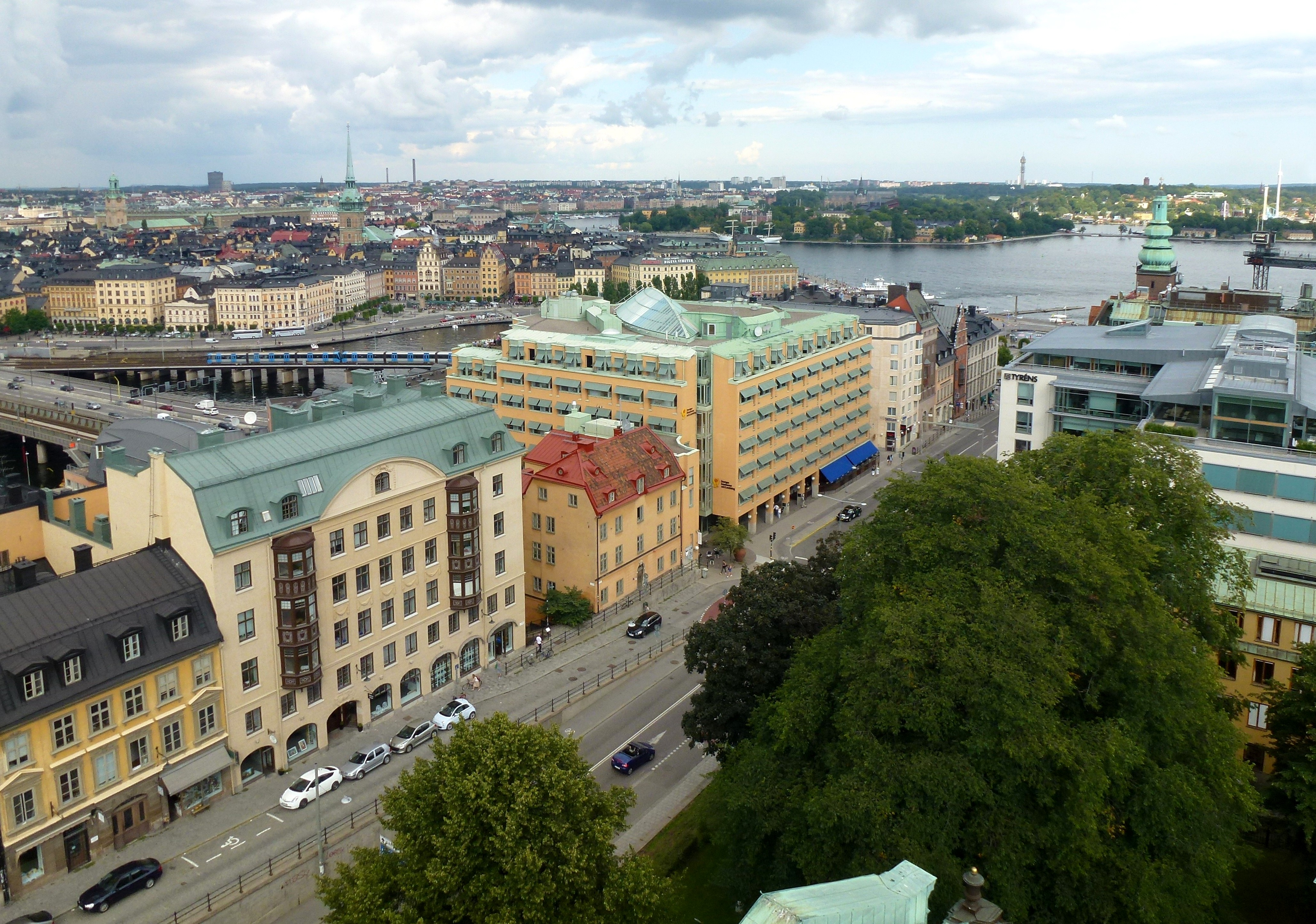
Hornsgatan gezien vanaf de toren van de Maria Magdalena-kerk in Södermalm.

Hornsgatan is een straat in Stockholm die van oost naar west door het stadsdeel Södermalm loopt. Hij is ongeveer 2,3 kilometer lang.

## Gebouwen (selectie)
- Hornsgatan 8: een gebouw dat is ontworpen door de Zweedse architect Ernst Stenhammar.
- Hornsgatan 21-27: de Maria Magdalena-kerk.
- Hornsgatan 72: Folkoperan, een operahuis in een voormalig filmtheater. Vroeger bevond zich hier de Maria-halle.
- Hornsgatan 132: een gebouw dat is ontworpen door de Zweedse architect Lennart Tham.
- Hornsgatan 158: een gebouw dat is ontworpen door de Zweedse architect Olof Jonsson.